# Thors brudefærd
Thors brudefærd er en af de gamle fortællinger om de nordiske guder med tordenguden Thor som hovedperson.

## Fortællingen
En morgen vågnede Thor og opdagede, at hans hammer, Mjølner, var væk. Thor gik til Loke og fortalte hvad der var sket. Loke lovede at hjælpe Thor.
Loke lånte Frejas fugledragt og fløj til Udgård, hvor jætterne bor. Han regnede med, at det var en af dem, der havde taget den. Først gik han til jætten Trym. Loke spurgte ham om hammeren, og Trymer sagde:
"Ja, den har jeg taget. Den ligger otte mil under jorden, og I får den ikke, før jeg får Freja til kone."

### Thor i brudekjole
Med den besked rejste Loke tilbage til Asgård. Thor og Loke gik til Freja og bad hende trække i brudetøjet. Da blev Freja meget sur, så sur at hele Asgård rystede. Guderne samledes nu til råd. Ingen havde noget forslag, før Heimdal rejste sig og sagde, at nu blev Thor nødt til at klæde sig ud som brud og tage til Udgård. Thor var imod planen, men Loke fik ham til at forstå, at det var den eneste mulighed.
Thor blev klædt i brudedragt og smykker blev hængt om hans bryst. Loke klædte sig ud som pige og tog med.

### Brylluppet
Trym hørte dem langt borte og kaldte alle jætterne til bryllup. Før brylluppet skulle stå, skulle der først spises. Thor spiste en hel okse, otte fisk og al den kage, som kvinderne skulle have haft. Trym var meget forbavset over brudens appetit, men Loke fortalte at bruden ikke havde spist i otte dage, fordi hun sådan længtes efter at blive gift. Trym blev glad og bøjede sig frem og løftede sløret for at kysse det han troede var Freja. Thor sendte ham et vredt blik og Trym for tilbage. Loke var snedig og sagde:
"Freja har ikke sovet i otte nætter, sådan længtes hun efter at komme herhen."
Trym kaldte på sine karle, og de blev bedt om at hente hammeren. Det skulle være en bryllupsgave til Freja, og blev derfor lagt i Thors skød. Thor rejste sig op og rev sløret af, hvorefter han dræbte Trym og hele hans familie.
Derefter kørte Thor og Loke tilbage til Asgård.

## Folkevise
Fra både Danmark, Norge og Sverige kendes folkevisen, der er en gendigtning af Edda-kvadene om Thors brudefærd under navnet "Torekall". Svend Grundtvig placerede den først i 1853-udgaven af Danmarks gamle Folkeviser med titlen "Tor af Havsgård".

## I populærkulturen
Historien er gengivet i tegneseriealbummet Thors brudefærd fra 1980 i serien Valhalla.